# Sriwijaya Air Flight 182
Sriwijaya Air Flight 182 var en inrikesflygning i Indonesien mellan Jakarta på ön Java och Pontianak på ön Borneo den 9 januari år 2021 med flygbolaget Sriwijaya Air. Planet lyfte från Soekarno-Hatta internationella flygplats klockan 14:36 lokal tid. Kort efter start, lokal tid 14:40, när planet steg över 10 800 fot så tappades all radar och radiokommunikation med planet. Planet tros sedan ha havererat i havet på mindre än en minut, och vittnen har rapporterat ett snabbt händelseförlopp där planet skall ha exploderat så fort det nådde vattenytan.
Den 10 januari 2021 hade stora delar av vraket återfunnits inklusive de så kallade svarta lådorna, men inga överlevande. Slutrapporten släpptes av den indonesiska haverikommissionen (KNKT) den 10 oktober 2022. Resultatet av utredningen visade att en trasig och inoperativ autothrottle (ett instrument som automatiskt styr hur mycket kraft motorerna generar) hade vilselett besättningen. Piloterna förlorade undeer felsökningen kontrollen och deras situationella medvetenhet, och olyckan kan klassas som kontrollerad flygning in i terräng. I utredningen lades en stor del av skulden på piloterna eftersom olyckan skedde under dagen lokal tid, med tydlig horisont och autothrotteln inte är på något sätt väsentlig för planets funktion. Kritik riktades också mot underhållet inom Sriwijaya Air och dess relaterade bolag. Den trasiga autothrotteln hade rapporterats av piloter i månader utan att den lagats.